# Efràyim Lev
Efràyim Lev (hebreu: אפרים לב‎; Israel, 1958) és un professor del Departament d'Estudis Israelians i degà de la Facultat d'Humanitats de la Universitat de Haifa. Anteriorment havia estat el cap del Centre de Recerca Interdisciplinària de la Guenizà del Caire de la Universitat de Haifa i el Departament d'Humanitats i Arts de l'Institut Tecnològic d'Israel - Technion. Així mateix, dirigí el Departament Eixkol d'Estudis Multidisciplinaris de programes especials i graus de la Facultat d'Humanitats de la Universitat de Haifa entre el 2013 i el 2018. Se centra en la història de la medicina i de la farmacologia a l'Orient Pròxim, especialment en l'edat mitjana i l'edat moderna.
El professor Lev començà els seus estudis a la Universitat Bar-Ilan, concretament en el Departament d'Estudis de la Terra d'Israel i el Departament de Ciències de la Vida. Es graduà el 1987. Més endavant obtingué un màster en Biologia i un doctorat en Estudis de la Terra d'Israel.
Fou becari postdoctoral al Centre d'Història de la Medicina Wellcome Trust, al University College London, sota la direcció del professor Roy Porter. És professor de la Universitat de Haifa des del 1999. Fou membre investigador i es passà llargs períodes fent recerca en diverses institucions d'Israel i l'exterior, com ara el Centre de Recerca de la Guenizà Taylor-Schechter de la Biblioteca de la Universitat de Cambridge (Regne Unit).
En el decurs de la seva carrera, ha guanyat guardons prestigiosos i obtingut beques de recerca, com ara l'edició del 2003 del Premi Moixé Einhorn del Municipi de Tel-Aviv-Iafó pel seu llibre Medicinal Substances of the Medieval Levant, així com la Beca de Professor Visitant Estranger del St John's College, a la Universitat de Cambridge. El 2012 guanyà la prestigiosa Medalla George Urdang per les seves contribucions a l'estudi de la història de la farmacologia. El 2017 li foren concedides una medalla i la condició de membre de l'Acadèmia Internacional d'Història de la Farmàcia.